# Юледур (Советский район)
Юледур (мар. Йӱледӱр) — деревня в Советском районе Республики Марий Эл. Входит в состав Кужмаринского сельского поселения.

## География
Деревня находится в центральной части республики Марий Эл, на расстоянии приблизительно 14 км (по прямой) к северо-западу от посёлка городского типа Советский, административного центра района.

### Часовой пояс
Деревня Юледур, как и вся Республика Марий Эл, находится в часовой зоне МСК (московское время). Смещение применяемого времени относительно UTC составляет +3:00.

## История
Основана в 1828 переселенцами из деревни Лайсола. Всего из Лайсолы в 1928—1948 годах переехали в Юледур 27 семей, 82 человека. В 1950 году в 28 хозяйствах проживали 163 человека. В советское время работал колхоз «Юледур».

## Население

### Национальный состав
Согласно результатам переписи 2002 года, в национальной структуре населения мари составляли 100 % из 24 чел.

## Известные уроженцы
Никитин Иван Семёнович (1930—2009) — марийский советский актёр театра. Народный артист Марийской АССР (1980). Заслуженный артист Марийской АССР (1972).